# Nærbutik
 Der er for få eller ingen kildehenvisninger i denne artikel, hvilket er et problem. Du kan hjælpe ved at angive troværdige kilder til de påstande, som fremføres i artiklen.

En nærbutik er en butik med fokus på nærhed og bekvemmelighed.[kilde mangler] Den fører en række dagligvarer som fødevarer, toiletartikler, alkohol, sodavand, tobak og aviser. Den kan også tilbyde service til postsager og pengeoverførsler. De adskiller sig fra generalbutikker og landhandler ved ikke at ligge på en landlig adresse, og typisk er de et bekvemmeligt supplement til større butikker.
En nærbutik kan være en del af en tankstation. Den kan også ligge ved en meget befærdet vej, i et byområde eller ved en jernbanestation eller andet transportknudepunkt. I nogle lande har nærbutikker lange åbningstider. Op til 24 timer i døgnet.
Nærbutikker tager normalt højere priser end almindelige købmandsforretninger eller supermarkeder. Det kan de ved at drive nærbutikker med kortere kassekøer.

## Varer
Nogle er alkoholbutikker, minimarkeder eller festbutikker. Typisk sælges fastfood, slik, is, sodavand, lottokuponer, aviser, magasiner, alkohol og tobak. Mad og dagligvarer er normalt tilgængelige fra husholdningsprodukter til færdigretter. Automobil-relaterede varer som motorolie, kort og biludstyr sælges ofte. Toiletartikler og andre hygiejneprodukter føres ofte. Nærbutikker nær lystfiskeri-destinationer kan have levende fiskemadding.
Mange butikker sælger sandwichs og morgenmadsprodukter, bakeoff-brød, donuts og nogle har en mikroovn til opvarmning af mad.[kilde mangler]
I asiatiske lande som Japan og Taiwan er nærbutikker mere almindelige pga. den højere befolkningstæthed.[kilde mangler]

## Forskel fra supermarkeder
Til trods for at nogle nærbutikker har et bredt udsnit af varenumre, så er udvalget stadig mindre end supermarkeders, og i mange nærbutikker findes kun 1 eller to enheder af bestemte varenumre. Priserne i nærbutikker er typisk højere end i supermarkeder og andre butikker, der sælger lignende varer.

## Nærbutikker efter land

### Danmark
I Danmark drives nærbutikker som 7-Eleven, der som den største kæde af nærbutikker driver mere end 190 butikker. LokalBrugsen driver ca. 20 nærbutikker og KWIK SPAR driver 117 nærbutikker. Nærbutikker ses også på tankstationer såsom Q8, Statoil, Shell og udvalgte OK.
Kiosk benyttes ofte som synonym for nærbutik, til trods for at de har et noget mindre butiksareal.

### Japan
Convenience stores (コンビニエンスストア konbiniensu sutoa), ofte forkortet til  (コンビニ konbini) har udviklet sig enormt i Japan. Ifølge Japan Franchise Association var der i 2009 42.345 nærbutikker i Japan. 7-Eleven er markedsledende med 12.467 butikker, efterfulgt af Lawson (9.562) og FamilyMart (7.604). Andre aktører inkluderer Circle K Sunkus, Daily Yamazaki, Ministop, Am/Pm Japan, Coco Store og Seico Mart.

### Taiwan
Med mere end 9.100 nærbutikker på et område på 35.980 km2 og et befolkningstal på 23 millioner, så har Taiwan måske verdens højeste koncentration af nærbutikker i forhold til indbyggertal med en butik pr. 2.500 indbyggere.

### USA
Sammenlagt med et salg på $486,9 mia. i motorbrændstof så udgjorde den samlede omsætning for nærbutikker i USA 2011 i alt $681,9 mia.. Den største nærbutikskæde i USA er 7-Eleven.
Den gennemsnitlige amerikanske nærbutik er på 260 kvadratmeter, hvoraf salgsområdet udgør 180 kvadratmeter. I andre lande kan butiksarealet i nærbutikker være betydeligt mindre.